# Grand dodécaèdre
Ne pas confondre avec les autres dodécaèdres.

Régulier, le “grand dodécaèdre”
de Kepler‑Poinsot n’est pas convexe.
Cette projection‑ci montre six faces
sur douze du solide. Chaque face
n’est jamais visible qu’en partie.

En géométrie,  le grand dodécaèdre est l’un des solides de Kepler‑Poinsot,  autrement dit l’un des quatre polyèdres réguliers et non convexes.  Ses douze faces sont des pentagones réguliers convexes de même taille.  Chaque face en coupe cinq,  selon un pentagone régulier étoilé.  Les douze sommets du solide sont communs chacun à cinq faces,  et à cinq de ses trente arêtes.
Arêtes et sommets du solide sont ceux de son enveloppe convexe :  un icosaèdre de Platon.  Le solide partage aussi avec son enveloppe les isométries qui les laissent invariants,  appelées leurs symétries.  Ce sont aussi les symétries du dual de l’enveloppe,  un dodécaèdre régulier convexe,  dont notre solide est le deuxième étoilement.
Cette forme a été à la base du puzzle de type Rubik's Cube nommé l’étoile d'Alexandre.
Si le grand dodécaèdre est considéré comme une surface géométrique proprement intersectée, il possède la même topologie qu'un triaki-icosaèdre à pyramides concaves plutôt qu'à pyramides convexes.

## Comme une stellation
Il peut aussi être construit comme la deuxième des trois stellations du dodécaèdre, et référencé comme le modèle de Wenninger [W21] (en).